# Btrfs

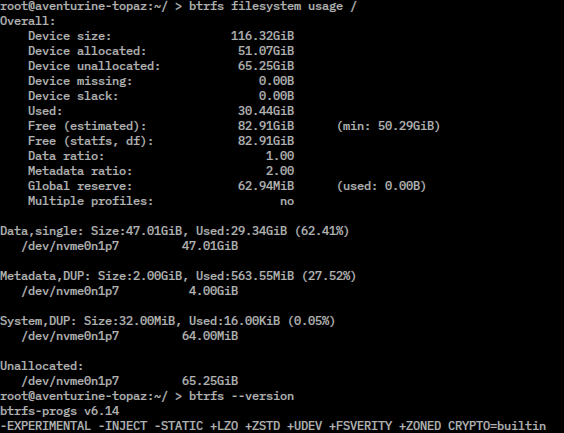

Btrfs(B-tree file system 또는 Butter file system, Better F S)는 파일 시스템 가운데 하나로 현재 페이스북의 크리스 메이슨이 개발을 지휘하고 있다. 꽤 안정화되어 시험적으로 사용하는 곳들이 생기고 있다.
GNU 일반 공중 사용 허가서를 따르고 있으며 2020년 11월 10일 현재 최신판은 5.8(리눅스 커널 2.6.32 이후 릴리즈된 커널에 기본으로 포함)이다.

## 역사
Btrfs의 핵심 데이터 구조인 카피온라이트 B 트리(copy-on-write B-tree)는 본래 IBM의 연구원 Ohad Rodeh이 USENIX 2007의 발표에서 제안하였다.

## 기능
Btrfs가 가질 주기능은 다음과 같다.
- 동적 아이노드 할당
- 기록 가능 스냅샷, 스냅샷에 대한 스냅샷
- 하위 볼륨
- 오브젝트 차원에서의 미러링 및 스트리핑
- zlib을 통한 자체 압축
- 온라인 및 오프라인 파일 시스템 검사
- ext3 ↔ btrfs 상호간 변환
- 솔리드 스테이트 드라이브 최적화 모드
- 온라인 단편화 제거
- 시드 디바이스

## 같이 보기
- 파일 시스템 목록
- ReFS
- ZFS

## 참조
1. ↑  “Which companies contribute to Btrfs?”. gmane.org. 2014년 4월 24일. 2018년 2월 16일에 원본 문서에서 보존된 문서. 2014년 6월 18일에 확인함.
2. 1 2  “Suse Documentation: Storage Administration Guide –  Large File Support in Linux”. SUSE. 2015년 8월 12일에 확인함.
3. ↑  Andreas Jaeger (2005년 2월 15일). “Large File Support in Linux”. 《users.suse.com》. 2015년 7월 23일에 원본 문서에서 보존된 문서. 2015년 8월 12일에 확인함.
4. ↑  “Linux kernel configuration help for CONFIG_LBD in 2.6.29 on x86”. 《kernel.xc.net》. 2015년 9월 6일에 원본 문서에서 보존된 문서. 2015년 8월 12일에 확인함.
5. ↑  Jonathan Corbet (2010년 7월 26일). “File creation times”. LWN.net. 2015년 8월 15일에 확인함.
6. ↑  “btrfs Wiki”. 《kernel.org》. 2015년 4월 19일에 확인함.
7. ↑  “LZ4 For Btrfs Arrives While Its FSCK Remains M.I.A.”. 《phoronix.com》. 2015년 4월 19일에 확인함.
8. 1 2  McPherson, Amanda (2009년 6월 22일). “A Conversation with Chris Mason on BTRfs: the next generation file system for Linux”. Linux Foundation. 2012년 6월 24일에 원본 문서에서 보존된 문서. 2009년 9월 1일에 확인함.
9. ↑  “Deduplication”. 《kernel.org》. 2015년 4월 19일에 확인함.
10. ↑  linux.conf.au 2008 - 발레리에 헨슨의 Chunkfs 강의 동영상 - 18분 49초 부분에서
11. ↑  Rodeh, Ohad (2007). 《B-trees, shadowing, and clones》 (PDF). USENIX Linux Storage & Filesystem Workshop. Also Rodeh, Ohad (2008). “B-trees, shadowing, and clones”. 《ACM Transactions on Storage》.